# Ralf Little

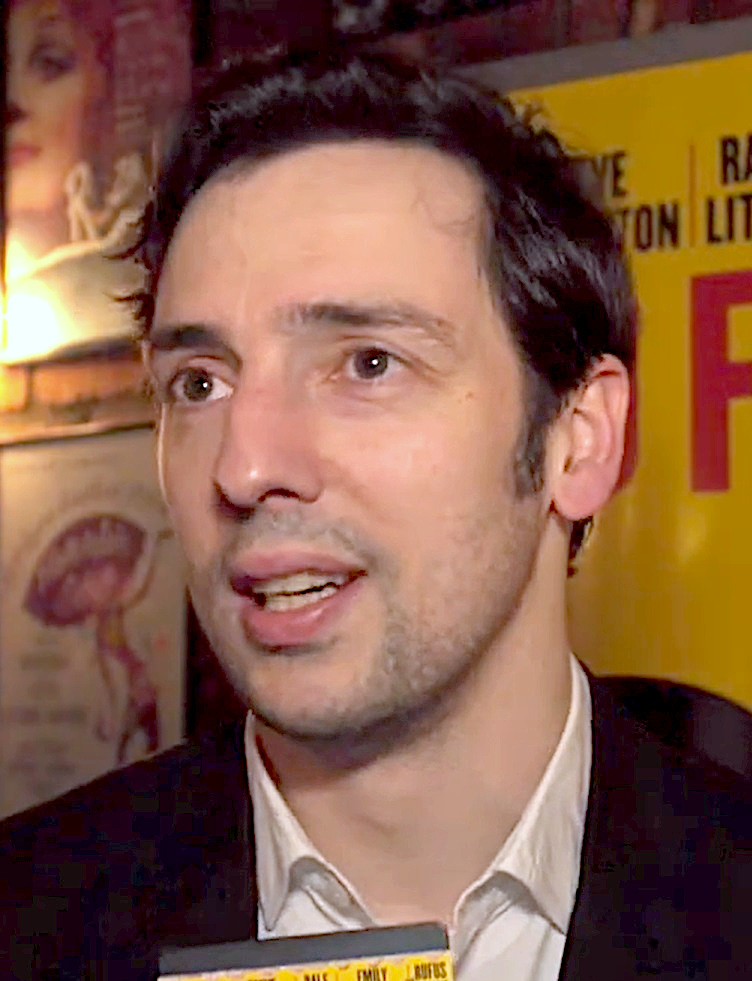
Ralf Little (2016)

Ralf Little (* 8. Februar 1980 in Oldham, England als Ralf Alastair John Little) ist ein britischer Schauspieler, Drehbuchautor und ehemaliger Fußballspieler.

## Leben
Little wurde im Februar 1980 in Oldham, England, als Sohn einer Buchhalterin und eines Buchhalters geboren. Er hat einen jüngeren Bruder, Ross (* 1990), der ebenfalls als Schauspieler tätig ist. Little besuchte die Bolton School in Bolton.

## Karriere
Schauspielkarriere
Um die Rolle des Antony Royle in der BBC-Sitcom The Royle Family spielen zu können, gab er 1998 sein Medizinstudium an der Universität von Manchester auf und konzentrierte sich auf seine Schauspielkarriere. Die Serie lief von September 1998 bis Dezember 2000. 2006, 2009 und 2010 war er in einmaligen Weihnachtsspecials erneut in der Rolle des Antony Royle zu sehen.
Zwischen 2001 und 2006 war er in der Sitcom Two Pints of Lager and a Packet of Crisps als Jonny Keogh zu sehen. Hauptrollen hatte Little in den Fernsehserien The Cafe (2011–2013) und Our Zoo (2014). Außerdem folgten verschiedene Rollen in Filmen wie auch Gastauftritten in diversen britischen Serien.
Von 2020 bis 2024 verkörperte Little die Rolle des Detective Inspector Neville Parker in der BBC-One-Krimiserie Death in Paradise.
Fußballkarriere
Little, der ein großer Anhänger von Manchester United ist, hat für eine Reihe von semiprofessionellen Vereinen gespielt, wenn dies seine Schauspielverpflichtungen zuließen.  2003 spielte er für Maidstone United, nachdem er zuvor bei Staines Town trainiert hatte. Er wechselte im Oktober 2004 zu Edgware Town, der Mannschaft der Isthmian League, und gab sein Debüt im FA Vase-Spiel gegen Waltham Abbey. Er spielte für Chertsey Town in der Saison 2007/08 und anschließend für Stone Dominoes von der North West Counties League.
Im Mai 2012 trat er für die Fußballnationalmannschaft von Sealand in einem Spiel gegen die Chagos-Inseln als Kapitän auf. Er hat auch einige Male als Promi-Fußballspieler für wohltätige Zwecke gespielt.

## Filmografie (Auswahl)
- 1998–2000, 2006–2010: The Royle Family (Fernsehserie, 22 Episoden)
- 2001–2006: Two Pints of Lager and a Packet of Crisps (Fernsehserie, 55 Episoden)
- 2007: Robin Hood (Fernsehserie, Episode 2x04)
- 2008: Agatha Christie’s Marple (Fernsehserie, Episode 4x01)
- 2011–2013: The Cafe (Fernsehserie, 6 Episoden)
- 2013: Death in Paradise (Fernsehserie, Episode 2x06)
- 2014: Our Zoo (Fernsehserie, 13 Episoden)
- 2015: Lewis – Der Oxford Krimi (Lewis, Fernsehserie, 2 Episoden)
- 2016: Inspector Barnaby (Midsomer Murders) Fernsehserie, Staffel 18, Folge 5: Heilige und Eilige (Saints And Sinners)
- 2016–2017: Borderline (Fernsehserie, 12 Episoden)
- 2017: Doctor Who (Fernsehserie, Episode 10x02)
- 2020–2024: Death in Paradise (Fernsehserie, 36 Folgen +3 Specials)